# Hirtensprung

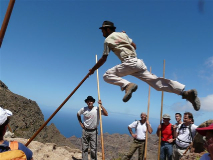
Der Hirtensprung

 Hirtensprung (Spanisch: Salto del pastor) ist ein auf den Kanarischen Inseln verbreiteter Volkssport, der seine Wurzeln im regionalen Brauchtum hat.

## Beschreibung
Der Sprung entstand der Überlieferung nach auf den gebirgigen westlichen Inseln des Archipels (La Gomera, El Hierro und La Palma) und verbreitete sich allmählich über die gesamten Kanarischen Inseln. Um in möglichst kurzer Zeit in gebirgigem Gelände Höhenunterschiede schnell und sicher zu überwinden, benutzten die Viehhirten einen mehrere Meter langen Holzstab, der „garrote“, um die Terrassen zu überspringen und auf eine höher oder tiefer gelegene Ebene oder Fläche zu gelangen. Die Sprunglanzen sind überwiegend mit einer Metallspitze versehen, der „regatón“, um im Untergrund einen besseren Halt zu finden. Der Ursprung ist nicht gänzlich geklärt. Er lässt sich aber aus heutiger Sicht auf die Ureinwohner der Inseln, die Altkanarier, zurückführen.
Diese Fortbewegungsweise hat sich als lokale Sportart auf allen Inseln der Kanaren verbreitet.